# Alexeï Kouropatkine
Alexeï Nikolaïevitch Kouropatkine (en russe : Алексей Николаевич Куропаткин), né le 29 mars 1848 à Kholm et mort le 16 janvier 1925 à Toropets, est un général et un homme politique russe, ministre de la Guerre de 1898 à 1905.

## Biographie
Le général Kouropatkine entre dans l’armée en 1864 au corps des cadets. Il étudie à l’Académie militaire impériale. Ses études terminées, il est envoyé en tournée en Europe : à Berlin, à Londres et à Alger auprès des troupes françaises où il participe à une expédition dans le Sahara.
À l'époque où la Russie cherchait, pour enrichir ses réflexions coloniales, des modèles en Asie même et notamment du côté chinois, le lieutenant-colonel Kouropatkine effectue en 1876 un voyage en Kachgarie comme attaché militaire. À son retour il publie une description détaillée de l'organisation administrative du pays et du système d'imposition après avoir étudié la façon dont un État non musulman (la Chine) organisait sa colonie musulmane (la Kachgarie) 
.

### Carrière militaire
En 1876 encore, il participe à des opérations militaires dans le Turkestan, à Kokand et à Samarcande. Il gagne une grande réputation lors de la Guerre russo-turque de 1877-1878 comme chef d’État-major du général Skobelev.
Pendant la guerre russo-japonaise (1904-1905), Kouropatkine est nommé le 7 février 1904, commandant en chef des forces terrestres en Mandchourie. Le 13 octobre 1904, Nicolas II le nomme commandant suprême des forces russes en Extrême-Orient asiatique. Il demeure à ce poste jusqu’en mars 1905. Après la bataille de Moukden (20 février au 10 mars 1905), le général demande à être relevé de son poste.

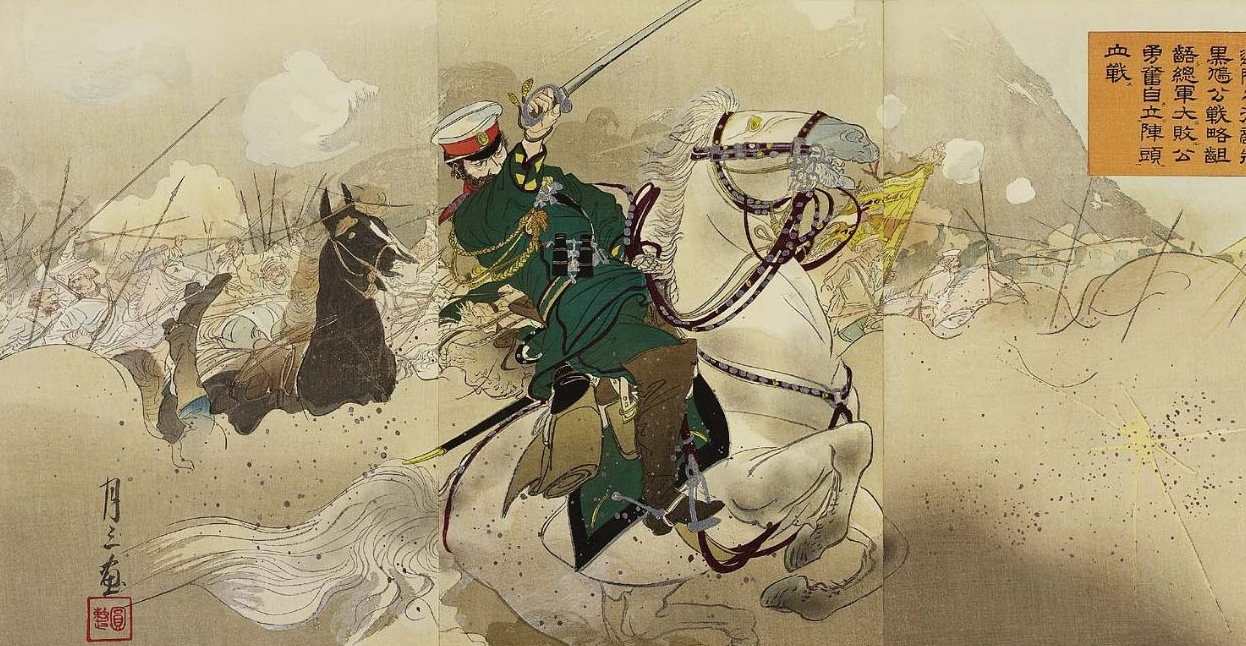
Kouropatkine à la bataille de Liaoyang, dessin japonais.

Kouropatkine est nommé commandant de la première Armée de Mandchourie. Il succède à ce poste au général Linevitch et y reste jusqu’en février 1906.
Kouropatkine est en grande partie responsable de l’échec des troupes terrestres russes, en refusant d’ordonner l’offensive. Il explique les raisons de cette défaite, parce qu'il voulait alors attendre l’arrivée du Transsibérien qui transportait les troupes. Son hésitation et sa prudence furent à l’origine de nombreuses défaites pendant la Guerre russo-japonaise. Dans plusieurs ouvrages publiés en 1909, il présente sa défense face aux accusations portées contre lui.
Lorsque la Première Guerre mondiale éclate, Kouropatkine est mis à la tête d’un corps de grenadiers (octobre 1915) puis de la 5e armée (janvier 1916). En février 1916, il reçoit le commandement du Front du Nord à la place du général Rouzki. Timide, prudent dans son commandement, Kouropatkine est un ardent défenseur des anciennes tactiques. Il réunit des troupes qui auraient pu être utilisées dans de meilleures conditions par d’autres généraux tels que Broussilov ou Evert. En juillet 1916, il est relevé de ses fonctions et Nicolas Rouzski retrouve son poste. Kouropatkine est nommé gouverneur du Turkestan russe. Il est chargé de mater une rébellion de peuples autochtones.
Il prend sa retraite en 1917.

### Carrière politique
En 1898, Nicolas II nomme Kouropatkine ministre de la Guerre. Il participe à des négociations avec le Japon avant la Guerre russo-japonaise. Il s’oppose au conflit armé contre le Japon et s’oppose aussi au Cercle Bezobrazov. Son point de vue sur la politique à adopter envers les Japonais se raffermit après son voyage au Japon en juin 1903. En tant que ministre, il s'est beaucoup investi dans la rénovation des conditions (de vie, de congés, d'avancement...) et des améliorations du matériel (cuisines de campagne, artillerie de 76 à tir rapide...) et à unifier (les traditions dans les régiments, les communications dans les régions et les régions militaires).
En 1906, il est nommé au Conseil d'État.

### Révolution russe
Après la Révolution russe, il prête allégeance au nouveau pouvoir et se voit confirmé dans son poste de gouverneur du district militaire du Turkestan. Kouropatkine est pourtant mis en état d’arrestation par les bolchéviks de Tachkent, mais il est rapidement libéré par un décret du gouvernement provisoire. Il s’installe alors dans sa province natale. Il y enseigne dans une école rurale et s'occupe d'une bibliothèque qu’il avait toutes deux fondées.
Il a déposé dans les archives russes militaires d'État un fonds de 800 000 feuillets.

### Décès
Kouropatkine meurt en 1925 à Toropets, dans la région de Tver.

## Sources

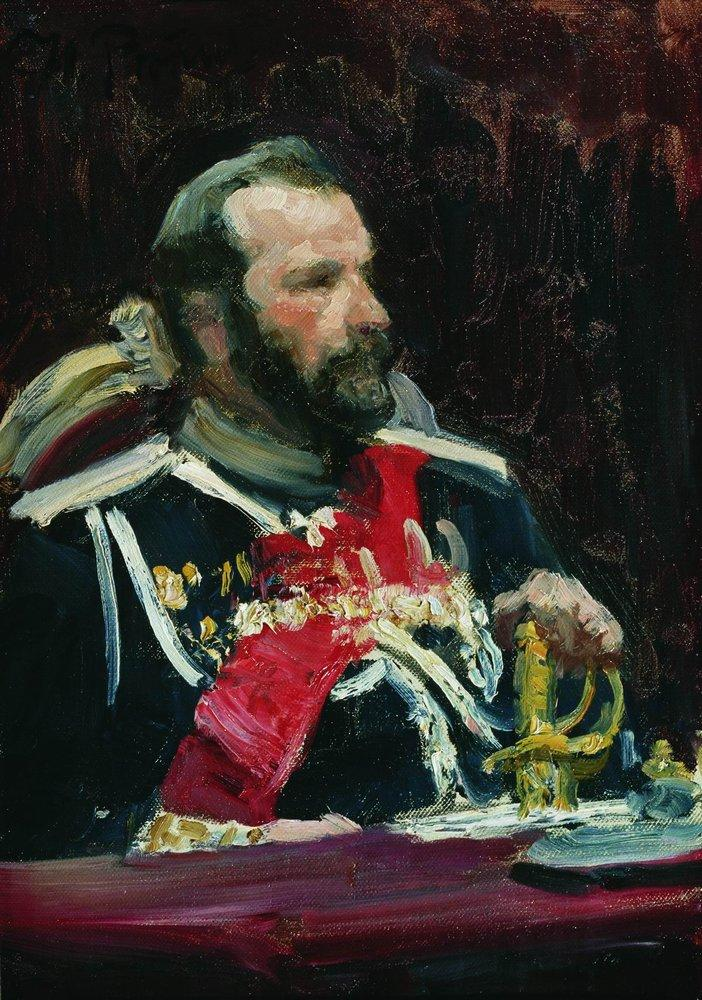
Kouropatkine par Répine (détail, 1903)

- (en) Cet article est partiellement ou en totalité issu de l’article de Wikipédia en anglais intitulé « Aleksey Kuropatkin » (voir la liste des auteurs).

- (ru) Cet article est partiellement ou en totalité issu de l’article de Wikipédia en russe intitulé « Куропаткин, Алексей Николаевич » (voir la liste des auteurs).